# Apóstolos Siskos
Apóstolos Siskos (en griego: Απόστολος Σίσκος; Serres, 24 de junio de 2005) es un deportista griego que compite en natación, especialista en el estilo espalda. Ganó una medalla de plata en el Campeonato Europeo de Natación de 2024, en la prueba de 200 m espalda.

## Palmarés internacional
| Campeonato Europeo | Campeonato Europeo | Campeonato Europeo | Campeonato Europeo |
| Año                | Lugar              | Medalla            | Prueba             |
| ------------------ | ------------------ | ------------------ | ------------------ |
| 2024               | Belgrado (Serbia)  | Medalla de plata   | 200 m espalda      |